# Luis Adolfo Siles Salinas
Luis Adolfo Siles Salinas (ur. 21 czerwca 1925 w La Paz, zm. 19 października 2005 tamże), polityk boliwijski, prezydent Boliwii w 1969.
Pochodził z rodziny mocno zaangażowanej w życie polityczne kraju - był synem Hernando Silesa Reyesa, prezydenta w latach 1926–1930 i bratem przyrodnim Hernana Silesa Zuazo, prezydenta w latach 1956–1960 i 1982–1985. Współzałożyciel i przywódca Partii Socjaldemokratycznej, w 1966 został wybrany na wiceprezydenta Boliwii w administracji René Barrientosa Ortuño. Po śmierci Barrientosa Ortuño w katastrofie śmigłowca w kwietniu 1969 przejął obowiązki prezydenta, ale już we wrześniu 1969 został obalony w zamachu stanu generała Alfredo Ovando Candía. Przez kilka miesięcy przebywał na emigracji w Chile, po powrocie zaangażował się w ruch na rzecz praw człowieka i demokratyzacji życia politycznego w Boliwii, przyczyniając się do przywrócenia powszechnych wyborów parlamentarnych w 1982.